# Saison 1 de Lucifer
Chronologie
Saison 2
La toute première saison de Lucifer, série télévisée américaine, est composée de treize épisodes et a été diffusée du 25 janvier 2016 au 25 avril 2016 sur Fox, aux États-Unis.

## Synopsis
Lucifer, qui a décidé de prendre congé de son royaume des enfers, arrive sur Terre. Il est devenu propriétaire d'une boîte de nuit nommé le Lux et se fait appeler Lucifer Morningstar. C'est un séducteur. L'une de ses conquêtes, Delilah, arrive au Lux pour le retrouver, mais se fait tuer. Lucifer décide d'enquêter. C'est ainsi qu'il fait la connaissance de Chloe Decker, lieutenant enquêtant sur la mort de Delilah. Il va vite s'apercevoir qu'avec elle, son charme n'est pas si opérant. De ce fait, il va tout faire pour comprendre pourquoi il ne peut la séduire aussi facilement qu'une autre femme, allant jusqu'à devenir son coéquipier au sein de la police, lors de ses enquêtes.

## Distribution

### Acteurs principaux
- Tom Ellis (VF : Damien Ferrette) : Lucifer Morningstar
- Lauren German (VF : Stéphanie Lafforgue) : lieutenant Chloe Decker
- D. B. Woodside (VF : Jean-Louis Faure) : Amenadiel
- Lesley-Ann Brandt (VF : Barbara Beretta) :  Mazikeen « Maze » Smith (en)
- Kevin Alejandro (VF : Pierre Tessier) : lieutenant Dan Espinoza / Lieutenant Ducon
- Kevin Rankin (VF : Thierry Ragueneau) : Lieutenant Malcolm Graham
- Scarlett Estevez : Beatrice « Trixie »
- Rachael Harris (VF : Nathalie Homs) : Dr Linda Martin

### Acteurs récurrents
- Lochlyn Munro : Anthony Paolucci (4 épisodes)

### Invités
- AnnaLynne McCord (VF : Olivia Luccioni) : Delilah (épisode 1)
- Kayla Ewell : Amanda (épisode 1)
- Jeremy Davies (VF : Vincent Ropion) : Nick Hofmeister (épisode 2)
- Jodi Lyn O'Keefe : Ronnie Hillman (épisode 3)
- Sofia Vassilieva : Debra (épisode 3)
- Richard T. Jones : Joe Haran (épisode 3)
- Chris Marquette : Carver Cruz (épisode 4)
- Colman Domingo (VF : Frantz Confiac) : Père Frank (épisode 9)
- Manny Montana : Junior (épisode 10)

## Diffusions
- Aux États-Unis, la saison a été diffusée du 25 janvier 2016 au 25 avril 2016 sur le réseau Fox.
- Au Canada, elle a été diffusée en simultanée sur le réseau CTV[1].
- En France, elle a été diffusée sur Netflix, sur 13e rue dès le 2 janvier 2017 et sur CStar dès le 10 septembre 2017.

## Liste des épisodes

### Épisode 1:Au commencement...
- États-Unis /  Canada : 25 janvier 2016 sur Fox[2] / CTV
- France :
  - 2 janvier 2017[3] sur 13e rue[4]
  - 10 septembre 2017 sur CStar
- Québec : 4 janvier 2017 sur Max[5]
- Belgique : 10 janvier 2017 sur La Une[6]

- États-Unis : 7,16 millions de téléspectateurs[7] (première diffusion)
- Canada : 
  - 1,7 million de téléspectateurs[8] (première diffusion)
  - 2,292 millions de téléspectateurs[9] (première diffusion + différé 7 jours)
- France : 484 000 téléspectateurs[10] (première diffusion sur CStar)

- Bailey Chase (Grey Cooper)
- Kayla Ewell (Amanda)
- John Pankow (Jimmy Barnes)
- Matt Corboy (Officer Diggs)
- AnnaLynne McCord (Delilah)
- Jonathan Salisbury (Butler)
- Adetomiwa "Tomiwa" Edun (2vile)
- Leah Renee Benner (Mean Girl)
- Isaac Keys (2vile Crew #1)
- Shaan Sharma (1st A.D.)
- Greg Collins (Traffic Cop)
- Aria Pullman (Bride)
- Christopher Boyer (Priest)
- Andy Hoff (Uniform Cop #1)
- Ty Chen (Valet)
- Jeff Staron (Shooter)
- Lance Broadway (Bodyguard)
- Chris Trousdale (Young Band Boy)

Lucifer a décidé de prendre des vacances de son royaume, l'enfer. Il arrive donc sur Terre et est propriétaire d'une boîte de nuit, le Lux, à Los Angeles. Il se fait appeler Lucifer Morningstar. Il est un séducteur. L'une de ses conquêtes, Delilah, arrive au Lux pour le retrouver, mais se fait abattre par un dealer. Touché par le destin de sa protégée, Lucifer décide d'enquêter. C'est ainsi qu'il fait la connaissance de Chloe, l'enquêtrice au dossier sur la mort de Delilah et qui résiste inexplicablement à son pouvoir de séduction. D'indices en indices, c'est ensemble qu'ils retrouvent le meurtrier de Delilah. À la fin de l'épisode, Chloe et Lucifer se font tirer dessus.

### Épisode 2:Lucifer, à la niche
- États-Unis /  Canada : 1er février 2016 sur Fox / CTV
- France :
  - 2 janvier 2017 sur 13e rue
  - 10 septembre 2017 sur CStar
- Belgique : 10 janvier 2017 sur La Une
- Québec : 11 janvier 2017 sur Max

- États-Unis : 6 millions de téléspectateurs[11] (première diffusion)
- Canada : 2,169 millions de téléspectateurs[12] (première diffusion + différé 7 jours)
- France : 482 000 téléspectateurs[10] (première diffusion sur CStar)

- Jeremy Davies (Nick Hofmeister)
- Robert Richard (Josh Bryant)
- Bradie Roberts (Robbie Russell Jr.)

### Épisode 3:L’aspirant prince des ténèbres
- États-Unis /  Canada : 8 février 2016 sur Fox / CTV
- France :
  - 9 janvier 2017 sur 13e rue
  - 17 septembre 2017 sur CStar
- Belgique : 17 janvier 2017 sur La Une
- Québec : 18 janvier 2017 sur Max

- États-Unis : 5,47 millions de téléspectateurs[13] (première diffusion)
- Canada : 1,804 million de téléspectateurs[14] (première diffusion + différé 7 jours)
- France : 321 000 téléspectateurs (première diffusion sur CStar)

- Redaric Williams (Ty Huntley)
- Sofia Vassilieva (Debra)
- Bri Neal (Ali)
- Jodi Lyn O'Keefe (Ronnie)
- Richard T. Jones (Joe Haran)
- Grant Harvey (Lucibro)

### Épisode 4:Un mec qui assure
- États-Unis /  Canada : 15 février 2016 sur Fox / CTV
- France :
  - 9 janvier 2017 sur 13e rue
  - 17 septembre 2017 sur CStar
- Belgique : 17 janvier 2017 sur La Une
- Québec : 25 janvier 2017 sur Max

- États-Unis : 5,13 millions de téléspectateurs[15] (première diffusion)
- Canada : 2,09 millions de téléspectateurs[16] (première diffusion + différé 7 jours)

- Dawn Olivieri (lieutenant Olivia Monroe)
- Chris Marquette (Carver Cruz)
- Bailey Noble (en) (Lindsay Jolson)
- Kelly Blatz (Kevin)
- Darcey Johnson (George)
- Kristen Comerford (Buxom)
- David Attar (Sadsap)
- Jason Day (le garde de sécurité)
- Guy Christie (Random Dude)
- Sky Kao (Gyrating Dude)
- Antonio Cayonne (l'officier en uniforme)

### Épisode 5:Pactes avec le diable
- États-Unis /  Canada : 22 février 2016 sur Fox / CTV
- France :
  - 16 janvier 2017 sur 13e rue
  - 24 septembre 2017 sur CStar
- Belgique : 24 janvier 2017 sur La Une
- Québec : 1er février 2017 sur Max

- États-Unis : 4,86 millions de téléspectateurs[17] (première diffusion)
- Canada : 1,985 million de téléspectateurs[18] (première diffusion + différé 7 jours)

- Dawn Olivieri (Lt. Olivia Monroe)
- Eddie Shin (Benny Choi)
- Shaun Omaid (Hector)
- Lanny Joons Kim (Yellow Viper)
- Alyssa Diaz (Dani)
- Germaine De Leon (Diego)
- Lochlyn Munro (Anthony Paolucci)

### Épisode 6:Le fils préféré
- États-Unis /  Canada : 29 février 2016 sur Fox / CTV
- France :
  - 16 janvier 2017 sur 13e rue
  - 24 septembre 2017 sur CStar
- Belgique : 24 janvier 2017 sur La Une
- Québec : 8 février 2017 sur Max

- États-Unis : 3,91 millions de téléspectateurs[19] (première diffusion)
- Canada : 1,721 million de téléspectateurs[20] (première diffusion + différé 7 jours)

- Trach Grant (Renny)
- Tom Sizemore (Hank Cutter)
- Sean Tyson (Erwin)
- Nelson Wong (Coroner)
- Tina Pham (Brittany 1)
- Emily Bruhn (Brittany 2)
- Lee Shan Gibson (Police Officer)

### Épisode 7:Les Ailes de l'enfer
- États-Unis /  Canada : 7 mars 2016 sur Fox / CTV
- France :
  - 23 janvier 2017 sur 13e rue
  - 1er octobre 2017 sur CStar
- Belgique : 31 janvier 2017 sur La Une
- Québec : 15 février 2017 sur Max

- États-Unis : 4,24 millions de téléspectateurs[21] (première diffusion)
- Canada : 1,844 million de téléspectateurs[22] (première diffusion + différé 7 jours)

- Heather Tom (Mel Graham)
- Aiden Finn (le fils de Malcolm)
- Isiah Whitlock (Carmen)
- Yaroslav Poverlo (Nikolas)
- Anil Rama (Agent Pitts)
- Hal Ozsan (Sergei)
- Ash Lee (Klause)
- Lochlyn Munro (Anthony Paolucci)

Dan presse Chloe de terminer son investigation sur l'affaire Palmetto. En effet, à la demande de son épouse, Malcolm est sur le point d'être débranché de la machine qui le maintient en vie et célébré comme un héros.

### Épisode 8:Docteur tromperie
- États-Unis /  Canada : 14 mars 2016 sur Fox / CTV
- France :
  - 23 janvier 2017 sur 13e rue
  - 1er octobre 2017 sur CStar
- Belgique : 31 janvier 2017 sur La Une
- Québec : 22 février 2017 sur Max

- États-Unis : 3,86 millions de téléspectateurs[23] (première diffusion)
- Canada : 1,715 million de téléspectateurs[24] (première diffusion + différé 7 jours)

- Joy Osmanski (Sandy Shaw)
- Alessandro Madrigal (Jonathan)
- Jim Rash (Richard)
- Ingrid Tesch (Judge)
- Marisa Emma Smith (Tiffany)
- Lochlyn Munro (Anthony Paolucci)

### Épisode 9:Un nouvel ami
- États-Unis /  Canada : 21 mars 2016 sur Fox / CTV
- France :
  - 30 janvier 2017 sur 13e rue
  - 8 octobre 2017 sur CStar
- Belgique : 7 février 2017 sur La Une
- Québec : 1er mars 2017 sur Max

- États-Unis : 3,82 millions de téléspectateurs[25] (première diffusion)
- Canada : 1,652 million de téléspectateurs[26] (première diffusion + différé 7 jours)

- Colman Domingo (père Frank)
- Harrison Thomas (Connor)
- Adam Bartley (Doyle Crain)

### Épisode 10:Le Dernier Repas
- États-Unis /  Canada : 28 mars 2016 sur Fox / CTV
- France : 30 janvier 2017 sur 13e rue
- Belgique : 7 février 2017 sur La Une
- Québec : 8 mars 2017 sur Max

- États-Unis : 3,76 millions de téléspectateurs[27] (première diffusion)
- Canada : 1,622 million de téléspectateurs[28] (première diffusion + différé 7 jours)

- Rebecca De Mornay (Penelope)
- Manny Montana (Junior)
- Tara Summers (Anne)
- Alessandra Torresani (Naomi)

### Épisode 11:Saint Lucifer
- États-Unis /  Canada : 11 avril 2016 sur Fox / CTV
- France : 6 février 2017 sur 13e rue
- Belgique : 14 février 2017 sur La Une
- Québec : 15 mars 2017 sur Max

- États-Unis : 3,44 millions de téléspectateurs[29] (première diffusion)
- Canada : 1,671 million de téléspectateurs[30] (première diffusion + différé 7 jours)

- Christina Chang (Vanessa Dunlear)
- Michael Welch (Kyle Erikson)
- Dorian Missick (en) (Will Flemming)
- Carlos Knight (Emmet Toussaint)
- Julianne Christie (Gayle Sherman)
- Kristen Robek (Hot Lonely)
- Phil Granger (Louie Delgado)
- Michasha Armstrong (Tim Dunlear)
- Behtash Fazlali (Maitre D')

### Épisode 12:Fanatisme
- États-Unis /  Canada : 18 avril 2016 sur Fox / CTV
- France : 6 février 2017 sur 13e rue
- Belgique : 14 février 2017 sur La Une
- Québec : 22 mars 2017 sur Max

- États-Unis : 3,81 millions de téléspectateurs[31] (première diffusion)
- Canada : 1,694 million de téléspectateurs[32] (première diffusion + différé 7 jours)

- Evan Arnold (Jacob Williams)
- Ross McCall (Onyx)
- Ryan Bruce (Corazon)
- Andrew Wheeler (M. Davis)
- Sarah Grey (Rose)

- Le nom d'une des victimes de l'épisode est Mike Carey, référence direct à l'auteur du comic Lucifer.

### Épisode 13:Retour en enfer
- États-Unis /  Canada : 25 avril 2016 sur Fox / CTV
- France : 6 février 2017 sur 13e rue
- Belgique : 21 février 2017 sur La Une
- Québec : 29 mars 2017 sur Max

- États-Unis : 3,89 millions de téléspectateurs[33] (première diffusion)
- Canada : 1,79 million de téléspectateurs[34] (première diffusion + différé 7 jours)

- Heather Tom (Mel Graham)
- Steven Lee Alan (Jason)
- Craig Erikson (Neil Palmer)
- Danny Wattley (Tommy)
- Paul Lazenby (Jackson)